# طارق مهدي عبد التواب
لواء أركان حرب طارق مهدي عبد التواب (* 22 نوفمبر 1950 -)، رجل عسكري مصري، تخرج من الكلية الفنية العسكرية في فبراير 1973.

## المناصب
- مدرس بمعهد الدفاع الجوي 1980
- قائد كتيبة صورايخ هوك 1982
- رئيس محور تنسيق شعبة عمليات الدفاع الجوي 1986
- ملحق دفاع بون (ألمانيا) 1991
- قائد لواء صواريخ هوك 1994
- رئيس فرع التخطيط بشعبة عمليات الدفاع الجوي 1996
- قائد الفرقة الثامنة دفاع جوي 2000 بمثابة (قائدا لـــ 75% من سماء مصر)
- رئيس شعبة تدريب الدفاع الجوي 2003
- رئيس أركان قوات الدفاع الجوي 2005
- عضو المجلس الأعلى للقوات المسلحة يناير 2011
- رئيسا للمجلس الوطني للاعلام فبراير 2011
- محافظ محافظة الوادي الجديد من أغسطس 2011 حتى يونيو 2013
- محافظ محافظة البحر الأحمر من يونيو 2013 حتى أغسطس 2013
- محافظ محافظة الإسكندرية من 13 أغسطس 2013 حتى 6 فبراير 2015
- رئيس مجلس الإدارة والعضو المنتدب شركة اتوبيس شرق الدلتا للنقل والسياحة 2016

## الزيارات الخارجية
- تمثيل القوات المسلحة في الاتحاد الاوروبي وحلف شمال الاطلنطي والاتحاد الافريقي
- نائبا عن وزير الدفاع اعتبارا من عام 2005
- دورة قادة كتائب هوك بأمريكا لمدة عامين
- ملحق دفاع بون بألمانيا لمدة عامين
- رئيس وفد اجتماع وزراء دفاع حلف الناتو إيطاليا
- رئيس وفد رؤساء حلف الناتو (8 مؤتمرات)
- ألقى محاضرة بعنوان مصر ستنتصر بـ فيينا- مايو 2016

## الدراسات
- دبلومة السياسات الدولية من جامعة القاهرة
- دبلومة إدراة الأزمات
- دبلومة قانون دولي إنساني
- دورة أركان حرب
- دورة أكاديمية ناصر العليا للحرب

## الأنواط العسكرية
- نوط الواجب العسكري من الطبقة الأولى
- نوط الخدمة الطويلة والقدوة الحسنة والمثال الجيد
- نوط الخدمة العسكرية الممتازة
- نوط التدريب
- نوط الجمهورية العسكري
- نوط 6 أكتوبر
- نوط 25 أبريل (عيد تحرير سيناء)
- نوط تحرير الكويت
- ميدالية الذكرى الخمسين لثورة 1952
- ميدالية يوم الدفاع الجوي